# Audi S5
Pour les articles homonymes, voir S5.
L'Audi S5, automobile développée par le constructeur allemand Audi, est la déclinaison sportive du coupé Audi A5. Signant le retour d'Audi sur le segment des coupés automobiles, étant donné que le précédent modèle n'était autre que l'Audi Coupé dont la production s'arrête en 1995, l'S5 « incarne la fascinante montée en gamme de la marque ». D'ailleurs, son dessinateur Walter da Silva considère qu'il s'agit de la plus belle automobile qu'il ait eu l'occasion de dessiner dans sa carrière.
Contrairement à son habitude, le constructeur allemand présente cette version S5 en même temps que la berline A5, en 2007. Lors de l'édition 2009 du Salon international de l'automobile de Genève, Audi dévoile la déclinaison Cabriolet de l'S5.

## Audi S5 (8T)

### Contexte
Les marques allemandes sont souvent considérées dans le domaine de l'automobile, comme les leaders du segment haut de gamme, réputées pour leurs voitures luxueuses dont tous envient la « rigueur germanique ». Les constructeurs BMW et Mercedes-Benz proposent depuis des années dans leur gamme, un coupé sportif : respectivement la Série 3 Coupé et la Classe CLK. C'est donc tout naturellement qu'Audi signe son retour avec l'Audi S5, après avoir délaissé le marché des coupés en 1995.
Cette volonté d'élever la marque s'exprime depuis les années 1990 par l'intermédiaire du nouveau directeur du groupe Audi AG, Ferdinand Piëch. Il s'agit d'ailleurs d'une véritable réussite comme en témoigne le chiffre d'affaires de la marque en 2007 et comme en témoigne la « fascinante » nouvelle Audi S5. Elle est « plus grosse, plus cossue, en un mot plus luxueuse » que ne le furent les Audi Ur-Quattro ou Coupé S2.

### Design

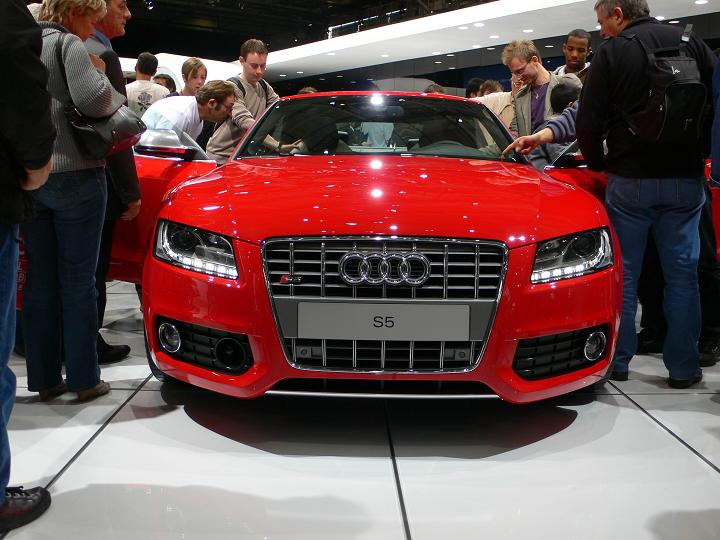
Audi S5 au Mondial de l'automobile de Paris - Édition 2008.

Les dessinateurs italiens sont, depuis des années, la référence en matière de design automobile et leur « talent » est mis à profit par de nombreuses marques automobiles de luxe telle Ferrari ou Alfa Romeo. C'est donc tout naturellement qu'Audi s'est tournée vers un dessinateur originaire de la région de Lombardie pour dessiner les lignes du nouveau coupé GT sportif de la marque. Il s'agit de Walter de'Silva, notamment célèbre pour être à l'origine des Alfa Romeo 156 et 147 « qui marquèrent le renouveau du style de la marque milanaise ».
Le dessin est dynamique, en raison notamment de la « vague » parcourant d'un bout à l'autre la carrosserie, des optiques avant jusqu'à la malle. Les passages de roues sont « élégamment incurvés » et les montants de custode en trapèze rappellent quant à eux les Audi Ur-Quattro produites durant les années 1980. À l'intérieur, « les sièges et le volant sport, les cadrans gris des instruments et les baguettes de seuil en aluminium créent une ambiance dynamique et noble ».
L'aspect sportif de l'Audi S5 est souligné par les quatre sorties d'échappement, le becquet de coffre intégré à la malle mais également par les jantes spécifiques 10 branches de 18 pouces montés de pneumatiques 245/40 R 18 ou encore par les coquilles de rétroviseurs brossés aluminium. Néanmoins, alors que le bandeau lumineux à 8 DEL participe grandement au caractère expressif de la face avant, la poupe et le profil demeurent « globalement bien sages ».

### Moteur - performances

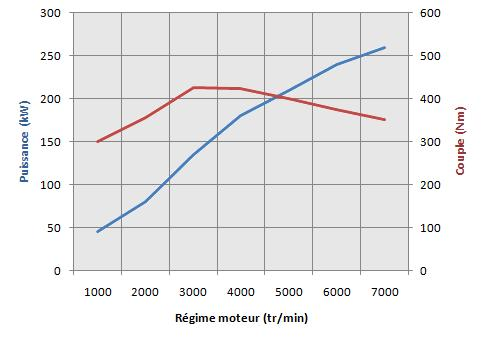
Graphe Puissance-Couple en fonction du régime moteur de l'Audi S5.

L'Audi S5, en matière de motorisation, n'est pas en reste étant donné qu'elle est équipée d'une version « dégonflée » du moteur V8 de l'Audi R8, produisant généralement un son caverneux : « des râles sourds à bas régimes, des grondements plus vigoureux et même des miaulements stridents à l'approche de la zone rouge ». Alors que l'Audi R8 profite de 420 ch, le V8 de l'Audi S5 ne développe que 354 ch à 6 800 tr/min, permettant néanmoins d'atteindre le 0 à 100 km/h en 5,1 s. Le couple maximal est de 440 N m délivré à 3 500 tr/min.
Cette motorisation profite par ailleurs de nombreuses technologie dont notamment l'injection directe FSi, inaugurée « de manière victorieuse » aux 24 Heures du Mans lors de l'édition 2001 sur l'Audi R8 LMP1. Cependant, la consommation est supérieure à la concurrence : 12,4 ℓ/100 km en consommation mixte contre 11,5 ℓ/100 km pour la Mercedes CLK 500 dont la cylindrée de 4 966 cm3 est supérieure. Cependant, choisir la boîte automatique Tiptronic à 6 rapports fait baisser la consommation à 10,8 ℓ, ce qui est relativement faible. Le bloc moteur est en alliage d'aluminium et silicium, l'admission est à deux étages et la commande d'ouverture des 32 soupapes se fait par quatre arbres à cames en tête actionnées par chaîne.

### Structure et châssis

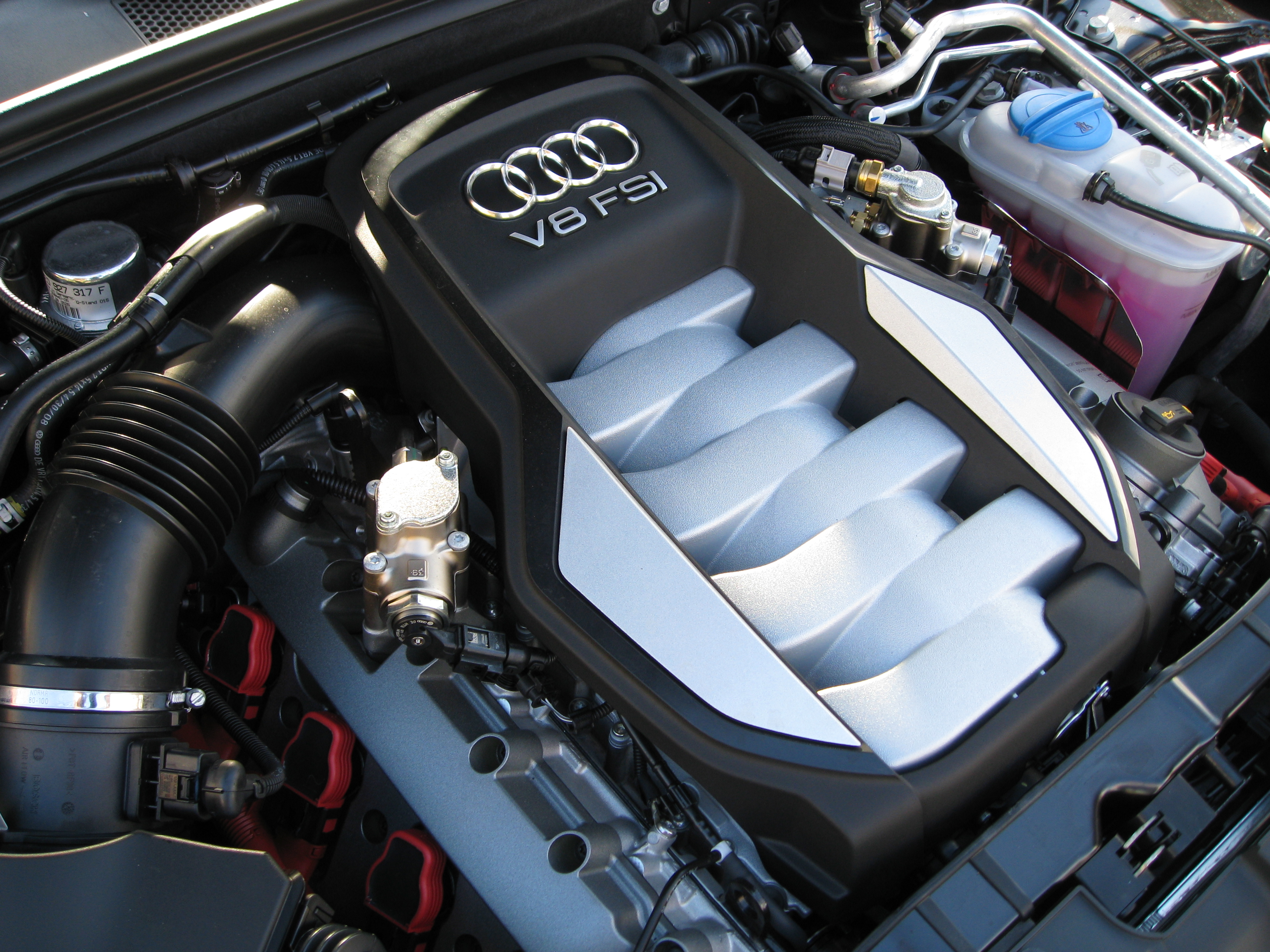
La position reculée du V8 4.2 FSi à 90° de l'Audi S5 profite à la répartition des masses.

L'Audi S5 inaugure un nouveau train avant, disposant de cinq bras et d'un renfort destiné à améliorer la rigidité en torsion. La transmission intégrale Quattro, technologie développée par Audi et installée de série sur l'ensemble de sa gamme sportive, dont la S5, profite d'une gestion privilégiant à 60 %, en condition normale, le train arrière. Cette répartition est commandée par le calculateur, permettant d'adapter le couple transmis aux roues avant ou arrière selon les conditions climatiques.
Malgré les 1 630 kg, la répartition des masses inaugurée par l'Audi A5 profite grandement à la stabilité de l'automobile. « Le train avant semble posé sur des rails » si bien que la S5 s'avère que tardivement sous-vireuse. En effet, l'emplacement beaucoup plus reculé du bloc moteur et la position avancée des roues avant vers le nez permettent de favoriser l'équilibre des masses à 55/45 entre les roues avant et arrière. Le comportement routier est donc en hausse étant donné que les éléments les plus lourds se trouvent désormais entre les trains roulants.

### Habitabilité - confort

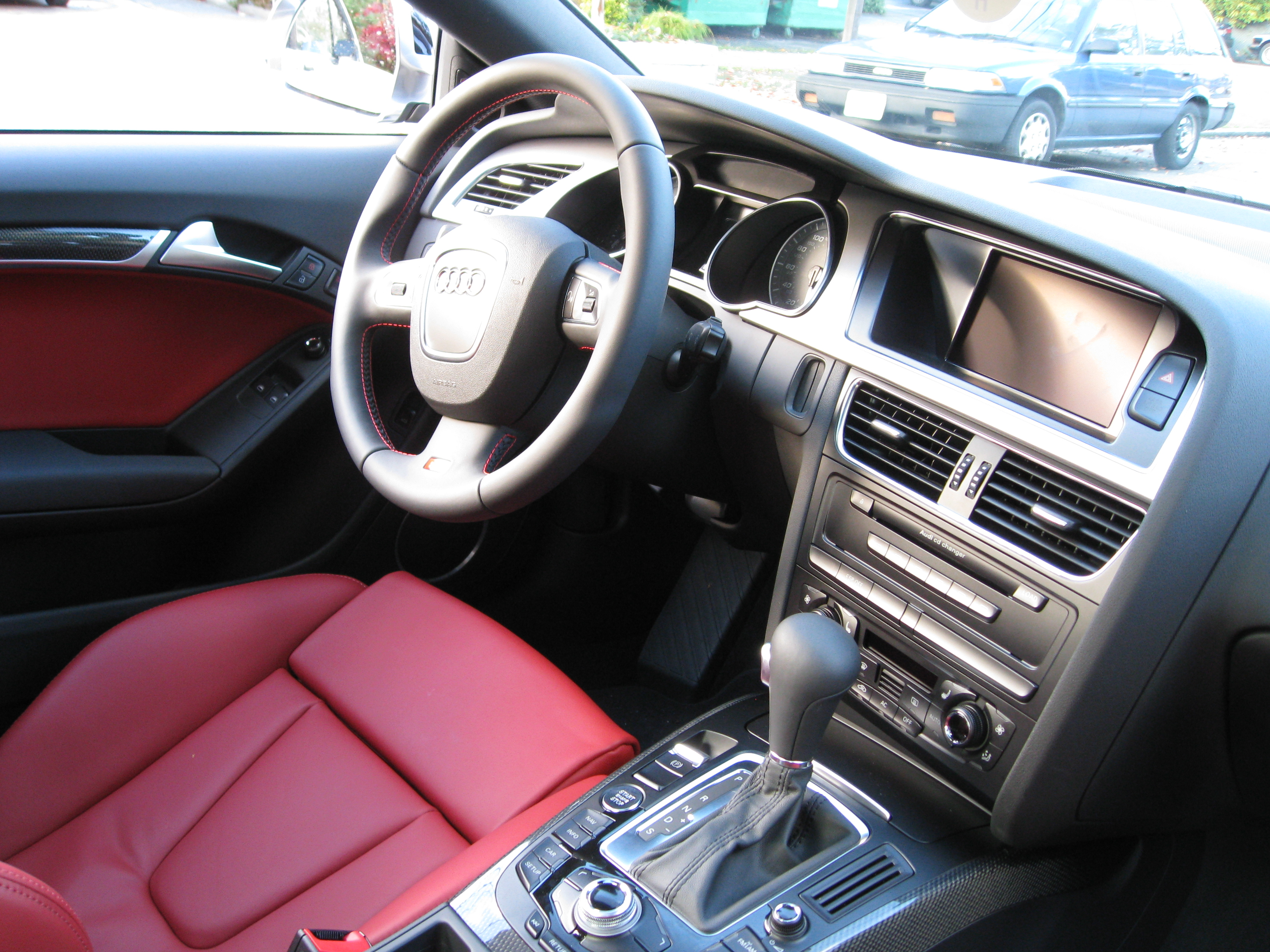
Habitacle de l'Audi S5.

Les commandes et la console centrale sont radicalement tournées vers le poste de conduite selon une architecture asymétrique. La position de conduite est « excellente » profitant de sièges baquets accueillants et ergonomique, siglé « S ». Comme dans la plupart des coupés, les passagers arrière sont moins bien logés en raison d'une garde au toit plus modeste qu'une berline, mais les places sont néanmoins confortables. Malheureusement, les vitres arrière sont fixes contrairement au coupé Mercedes CLK.
D'un point de vue équipement, la S5 est largement pourvue : une radio CD compatible MP3 à 10 haut-parleurs, une climatisation automatique à trois zones, une sellerie cuir alcantara, etc. Quelques options de confort sont néanmoins en option telles que le contrôle de pression des pneus, les sièges avant à mémoires, le radar de stationnement ou le système de navigation.
La sécurité est un aspect qui n'a pas été négligé par le constructeur Audi étant donné que l'Audi S5 profite de nombreux coussins gonflables de sécurité : « deux niveaux de coussins à l'avant ainsi que deux seuils de déclenchement de coussins latéraux montés sur les sièges ».

### Déclinaison cabriolet

#### Présentation
Comme bon nombre de constructeurs, en raison de la crise financière de 2007-2009 provoquant des difficultés économiques dans le secteur automobile, Audi se lance dans le « Downsizing ». Cette tendance à diminuer le nombre de cylindres des automobiles, et donc la consommation, tout en améliorant la puissance par diverses améliorations techniques explique que l'Audi S5 Cabriolet est équipée, non pas du V8 atmosphérique de la berline, mais d'un V6 3.0 TFSi à compresseur de 333 ch atteint à 5 500 tr/min. Le couple est néanmoins le même : de 440 N m à 2 900 tr/min.
Le V6, accouplé à une boîte robotisée à double embrayage dénommée S-Tronic à sept rapports, permet de consommer 25 % de carburant en moins par rapport au V8, soit 9,7 ℓ/100 km en consommation mixte. La nouvelle puissance plus faible que la berline ampute de 0,5 s le 0 à 100 km/h, effectué désormais en 5,6 s.
Le cabriolet partage, naturellement, de nombreuses caractéristiques avec la berline. Les principales différences résultent justement de la carrosserie. En effet, à l'arrière, la largeur aux coudes des passagers diminue étant donné qu'il s'agit d'un cabriolet. Bien qu'Audi ait préféré l'option toit souple au toit dur afin de conserver la ligne du coupé, le poids atteint les 1 875 kg.

### Galerie

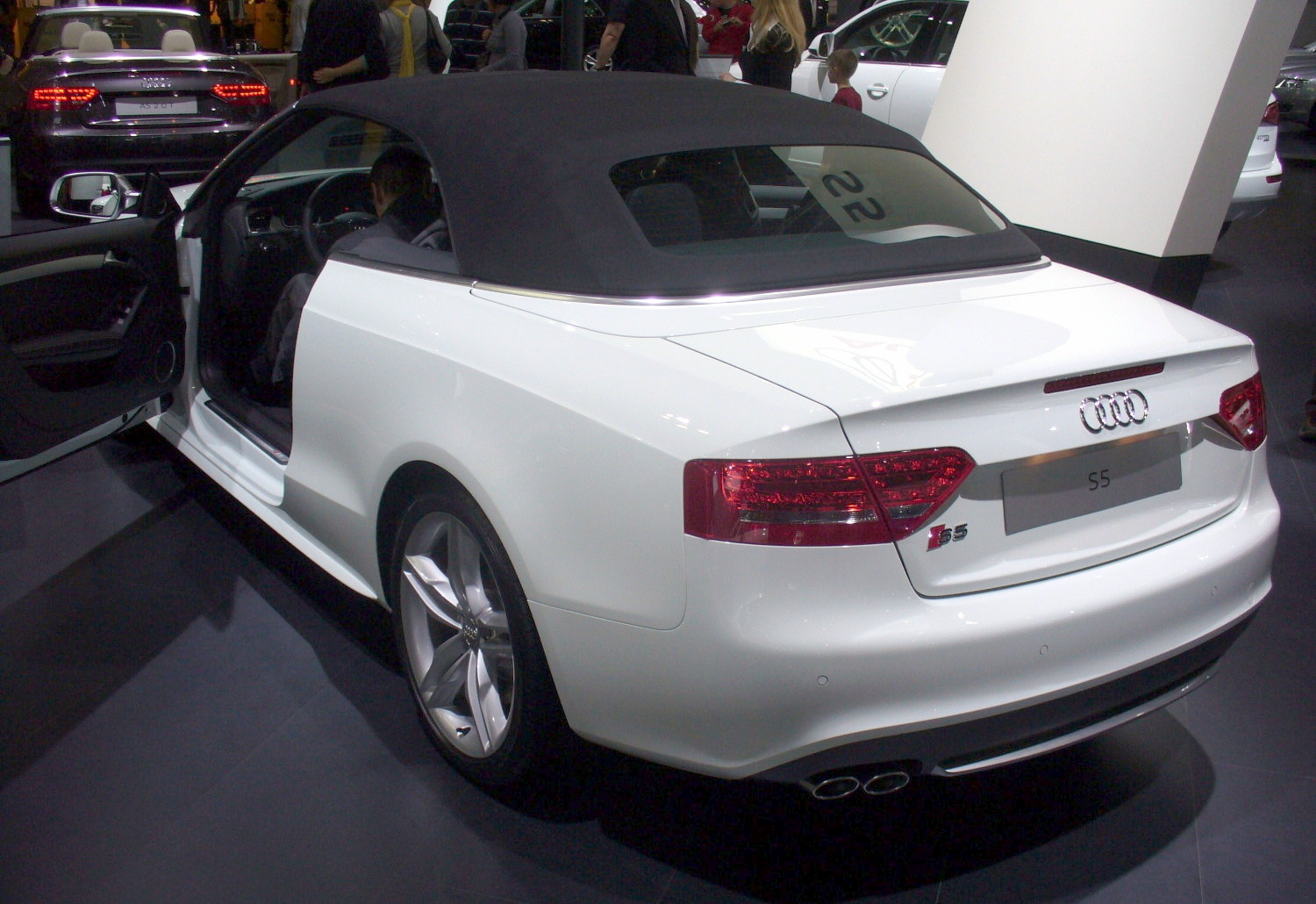
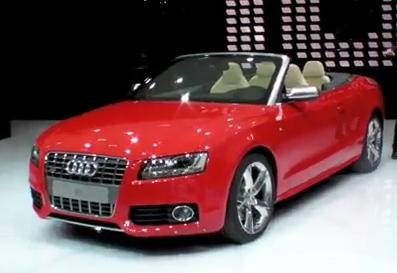

## Audi S5 (5F)
En 2016, apparaît la seconde génération de S5. Sous son capot on trouve un V6 3.0 turbo Porsche de 354 chevaux, le même que celui de la S4. Comme sa devancière elle est disponible en coupé, cabriolet et sportback.
En 2019, à la suite des nouvelles normes européennes d'émissions, la S5 européenne troque son V6 essence pour un V6 TDI afin de réduire ses émissions de C02. Les versions américaines gardent quant à elles le V6 essence.
|                            | 3.0 V6 354                                                 | 3.0 V6 347                                         |
| -------------------------- | ---------------------------------------------------------- | -------------------------------------------------- |
| Moteur                     | V6                                                         | V6                                                 |
| Alimentation               | Turbo                                                      | Turbo                                              |
| Cylindrée                  | 2 995 cm3                                                  |                                                    |
| Puissance maxi             | 354 ch (260 kW) à 5 400 tr/min                             | 347 ch (255 kW) à 3 100 tr/min                     |
| Couple maxi                | 500 N m                                                    | 700 N m                                            |
| Norme environnementale     | Euro 6                                                     | Euro 6-d temp                                      |
| Boîte de vitesses          | Automatique 8 rapports à convertisseur (Tiptronic)         | Automatique 8 rapports à convertisseur (Tiptronic) |
| Transmission               | Intégrale permanente                                       | Intégrale permanente                               |
| Vitesse maxi               | 250 km/h                                                   | 250 km/h                                           |
| 0-100 km/h                 | 4,7 s (coupé et sportback), 5,1 s (cabriolet)              | 4,8 s (coupé) 4,9 (sportback)                      |
| Consommation (en L/100 km) | 7,7 L (coupé et sportback) 8,0 L (cabriolet)               | 6,2 L                                              |
| Émissions de CO2 (en g/km) | 174 g (coupé et sportback) 181 g (cabriolet)               | 161 g                                              |
| Capacité du réservoir      | 58 L                                                       |                                                    |
| Masse à vide (kg EU)       | 1 690 kg (coupé) 1 735 kg (sportback) 1 915 kg (cabriolet) |                                                    |